# Nagroda Saturn w kategorii najlepszy młody aktor/aktorka
Laureaci nagród Saturn w kategorii najlepszy młody aktor/aktorka:

## Lata 1984–1989
1984: Noah Hathaway – Niekończąca się opowieść jako Atreyu

nominacje:
- Drew Barrymore – Podpalaczka jako Charlene Charlie McGee
- Corey Feldman – Gremliny rozrabiają jako Pete Fountaine
- Jsu Garcia – Koszmar z ulicy Wiązów jako Rod Lane
- Jonathan Ke Quan – Indiana Jones i Świątynia Zagłady jako Short Round

1985: Barret Oliver – D.A.R.Y.L. jako Daryl

nominacje:
- Fairuza Balk – Powrót do Krainy Oz jako Dorotka
- Jeff Cohen – Goonies jako Lawrence Baleron Cohen
- Ilan Mitchell-Smith – Dziewczyna z komputera jako Wyatt Donnelly
- Amelia Shankley – Dziecko z marzeń jako Mała Alice

1986: Carrie Henn – Obcy – decydujące starcie jako Rebecca „Newt” Jorden

nominacje:
- Joey Cramer – Ucieczka nawigatora jako David Scott Freeman
- Lucy Deakins – O chłopcu, który umiał latać jako Milly Michaelson
- Scott Grimes – Critters jako Brad Brown
- Jay Underwood – O chłopcu, który umiał latać jako Eric Gibb

1987: Kirk Cameron – Jaki ojciec, taki syn jako Chris Hammond

nominacje:
- Scott Curtis – Cameron’s Closet jako Cameron Lansing
- Stephen Dorff – Brama jako Glen
- Andre Gower – Łowcy potworów jako Sean Crenshaw
- Corey Haim – Straceni chłopcy jako Sam
- Joshua John Miller – Blisko ciemności jako Homer

1988: Fred Savage – Vice versa jako Charlie Seymour/Marshall Seymour

nominacje:
- Warwick Davis – Willow jako Willow Ufgood
- Rodney Eastman – Śmiercionośna broń jako Zeke
- Lukas Haas – Biała dama jako Frankie Scarlatti
- Corey Haim – Obserwatorzy jako Travis Cornell
- Jared Rushton – Duży jako Billy
- Alex Vincent – Laleczka Chucky jako Andy Barclay

## Lata 1990–1999
1989/90: Adán Jodorowsky – Święta krew jako Młody Fenix

nominacje:
- Thomas Wilson Brown – Kochanie, zmniejszyłem dzieciaki jako Russell Russ Thompson Jr.
- Gabriel Damon – RoboCop 2 jako Hob
- Jasen Fisher – Wiedźmy jako Luke Eveshim
- Charlie Korsmo – Dick Tracy jako Kid
- Bryan Madorsky – Rodzice jako Michael Laemle
- Robert Oliveri – Kochanie, zmniejszyłem dzieciaki jako Nick Szalinski
- Jared Rushton – Kochanie, zmniejszyłem dzieciaki jako Ronald Ron Thompson
- Faviola Elenka Tapia – Święta krew jako młoda Alma

1991: Edward Furlong – Terminator 2: Dzień sądu jako John Connor

nominacje:
- Jonathan Brandis – Niekończąca się opowieść II: Następny rozdział jako Bastian Bux
- Chris Demetral – Ukochana laleczka jako Jimmy Wade
- Corey Haim – Prayer of the Rollerboys jako Griffin
- Candace Hutson – Ukochana laleczka jako Jessica Wade
- Joshua John Miller – Robocik jako Josh Carson
- Justin Whalin – Laleczka Chucky 3 jako Andy Barclay

1992: Scott Weinger – Aladyn jako Aladyn

nominacje:
- Brandon Quintin Adams – W mroku pod schodami jako Poindexter Fool Williams
- Edward Furlong – Smętarz dla zwierzaków II jako Jeff Matthews
- Robert Oliveri – Kochanie, zwiększyłem dzieciaka jako Nick Szalinski
- Christina Ricci – Rodzina Addamsów jako Wednesday Addams
- Daniel Shalikar – Kochanie, zwiększyłem dzieciaka jako Adam Szalinski
- Joshua Shalikar – Kochanie, zwiększyłem dzieciaka jako Adam Szalinski

1993: Elijah Wood – Synalek jako Mark Evans

nominacje:
- Jesse Cameron-Glickenhaus – Rzeź niewiniątek jako Jesse Broderick
- Manuel Colao – Ucieczka niewinnego jako Vito
- Joseph Mazzello – Park Jurajski jako Tim Murphy
- Austin O’Brien – Bohater ostatniej akcji jako Danny Madigan
- Christina Ricci – Rodzina Addamsów II jako Wednesday Addams
- Ariana Richards – Park Jurajski jako Lex Murphy

1994: Kirsten Dunst – Wywiad z wampirem jako Claudia

nominacje:
- Luke Edwards – Wielka mała liga jako Billy Heywood
- Joseph Gordon-Levitt – Anioły na boisku jako Roger Bomman
- Miko Hughes – Nowy koszmar Wesa Cravena jako Dylan Porter
- Jonathan Taylor Thomas – Król lew jako młody Simba
- Elijah Wood – Małolat jako North

1995: Christina Ricci – Kacper jako Kathleen Kat Harvey

nominacje:
- Kirsten Dunst – Jumanji jako Judy Shepherd
- Bradley Pierce – Jumanji jako Peter Shepherd
- Max Pomeranc – Psim tropem do domu jako Brian Johnson
- Hal Scardino – Indianin w kredensie jako Omri
- Judith Vittet – Miasto zaginionych dzieci jako Miette

1996: Lucas Black – Blizny przeszłości jako Frank Wheatley

nominacje:
- Kevin Bishop – Muppety na Wyspie Skarbów jako Jim Hawkins
- James Duval – Dzień Niepodległości jako Miguel Casse
- Lukas Haas – Marsjanie atakują! jako Richie Norris
- Jonathan Taylor Thomas – Pinokio jako Pinokio (głos)
- Mara Wilson – Matylda jako Matilda Wormwood

1997: Jena Malone – Kontakt jako Eleanor Arroway (młoda)

nominacje:
- Vanessa Lee Chester – Zaginiony świat: Jurassic Park jako Kelly Curtis Malcolm
- Alexander Goodwin – Mutant(inne języki) jako Chuy
- Sam Huntington – Z dżungli do dżungli jako Mimi-Siku
- Dominique Swain – Bez twarzy jako Jamie Archer
- Mara Wilson – Proste życzenie jako Anabel Greening

1998: Tobey Maguire – Miasteczko Pleasantville jako David

nominacje:
- Josh Hartnett – Oni jako Zeke Tyler
- Katie Holmes – Grzeczny świat jako Rachel Wagner
- Jack Johnson – Zagubieni w kosmosie jako Will Robinson
- Brad Renfro – Uczeń szatana jako Todd Bowden
- Alicia Witt – Ulice strachu jako Natalie Simon

1999: Haley Joel Osment – Szósty zmysł jako Cole Sear

nominacje:
- Emily Bergl – Furia: Carrie 2 jako Rachel Lang
- Jake Lloyd – Gwiezdne wojny: część I – Mroczne widmo jako Anakin Skywalker
- Justin Long – Kosmiczna załoga jako Brandon
- Natalie Portman – Gwiezdne wojny: część I – Mroczne widmo jako Padme Amidala
- Devon Sawa – Zręczne ręce jako Anton Tobias

## Lata 2000–2009
2000: Devon Sawa – Oszukać przeznaczenie jako Alex Browning

nominacje:
- Spencer Breslin – Dzieciak jako Rusty Duritz
- Holliston Coleman – Próba sił jako Cody O’Connor
- Jonathan Lipnicki – Mały wampirek jako Tony Thompson
- Taylor Momsen – Grinch: Świąt nie będzie jako Cindy Lou Who
- Anna Paquin – X-Men jako Marie D’Ancanto/Rogue

2001: Haley Joel Osment – A.I. Sztuczna inteligencja jako David

nominacje:
- Freddie Boath – Mumia powraca jako Alexander Alex O’Connell
- Justin Long – Smakosz jako Darry Jenner
- Alakina Mann – Inni jako Anne Stewart
- Daniel Radcliffe – Harry Potter i Kamień Filozoficzny jako Harry Potter
- Emma Watson – Harry Potter i Kamień Filozoficzny jako Hermiona Granger

2002: Tyler Hoechlin – Droga do zatracenia jako Michael Sullivan Jr.

nominacje:
- Alexis Bledel – Źródło młodości jako Winifred Winnie Foster
- Hayden Christensen – Gwiezdne wojny: część II – Atak klonów jako Anakin Skywalker
- Daniel Radcliffe – Harry Potter i Komnata Tajemnic jako Harry Potter
- Jeremy Sumpter – Ręka Boga jako Adam (młody)
- Elijah Wood – Władca Pierścieni: Dwie wieże jako Frodo Baggins

2003: Jeremy Sumpter – Piotruś Pan jako Piotruś Pan

nominacje:
- Jenna Boyd – Zaginione jako Dot Gilkeson
- Rachel Hurd-Wood – Piotruś Pan jako Wendy Darling
- Sosuke Ikematsu – Ostatni samuraj jako Higen
- Lindsay Lohan – Zakręcony piątek jako Anna Coleman
- Frankie Muniz – Agent Cody Banks jako Cody Banks

2004: Emmy Rossum – Upiór w operze jako Christine

nominacje:
- Cameron Bright – Narodziny jako Sean (młody)
- Perla Haney-Jardine – Kill Bill Vol. 2 jako B.B. Kiddo
- Freddie Highmore – Marzyciel jako Peter Llewelyn Davies
- Jonathan Jackson – Jazda na kuli jako Alan Parker
- Daniel Radcliffe – Harry Potter i więzień Azkabanu jako Harry Potter

2005: Dakota Fanning – Wojna światów jako Rachel Ferrier

nominacje:
- Alex Etel – Milionerzy jako Damian
- Freddie Highmore – Charlie i fabryka czekolady jako Charlie Bucket
- Josh Hutcherson – Zathura – Kosmiczna przygoda jako Walter
- William Moseley – Opowieści z Narnii: Lew, czarownica i stara szafa jako Peter Pevensie
- Daniel Radcliffe – Harry Potter i Czara Ognia jako Harry Potter

2006: Ivana Baquero – Labirynt Fauna jako Ofelia

nominacje:
- Jodelle Ferland – Kraina traw jako Jeliza-Rose
- Ah-sung Ko – The Host: Potwór jako Park Hyun-seo
- Tristan Lake Leabu – Superman: Powrót jako Jason White
- Mitchel Musso – Straszny dom jako DJ
- Ed Speleers – Eragon jako Eragon

2007: Freddie Highmore – Cudowne dziecko jako August Rush

nominacje:
- Alex Etel – Koń wodny: Legenda głębin jako Angus MacMorrow
- Josh Hutcherson – Most do Terabithii jako Jess Aarons
- Daniel Radcliffe – Harry Potter i Zakon Feniksa jako Harry Potter
- Dakota Blue Richards – Złoty kompas jako Lyra
- Rhiannon Leigh Wryn – Mimzy: mapa czasu jako Emma Wilder

2008: Jaden Smith – Dzień, w którym zatrzymała się Ziemia jako Jacob Benson

nominacje:
- Freddie Highmore – Kroniki Spiderwick jako Jared/Simon
- Lina Leandersson – Pozwól mi wejść jako Eli
- Dev Patel – Slumdog. Milioner z ulicy jako Jamal K. Malik
- Catinca Untaru – Magia uczuć jako Alexandria
- Brandon Walters – Australia jako Nullah

2009: Saoirse Ronan – Nostalgia anioła jako Susie Salmon

nominacje:
- Taylor Lautner – Saga „Zmierzch”: Księżyc w nowiu jako Jacob Black
- Bailee Madison – Bracia jako Isabelle Cahill
- Brooklyn Proux – Zaklęci w czasie jako Clare
- Max Records – Gdzie mieszkają dzikie stwory jako Max
- Kodi Smit-McPhee – Droga jako chłopiec

## Lata 2010–2019
2010: Chloë Grace Moretz – Pozwól mi wejść jako Abby

nominacje:
- Logan Lerman – Percy Jackson i bogowie olimpijscy: Złodziej pioruna jako Percy Jackson
- Frankie i George McLaren – Medium jako Marcus i Jason
- Will Poulter – Opowieści z Narnii: Podróż Wędrowca do Świtu jako Eustace Scrubb
- Kodi Smit-McPhee – Pozwól mi wejść jako Owen
- Hailee Steinfeld – Prawdziwe męstwo jako Mattie Ross
- Charlie Tahan – Charlie St.Cloud jako Sam St.Cloud